# Amduscia
Amduscia – zespół aggrotech z Meksyku, w którego skład wchodzą: Polo Amduscia (wokal, teksty, sampling) i Edgar Amduscia (programowanie syntezatorów, sampling, miksowanie).

## Historia i pochodzenie nazwy
Zespół Amduscia został założony w 1999 W mieście Meksyk. Nazwa grupy wywodzi się z imienia demona Amdukias ze średniowiecznej demolonogii.

## 2010
27 marca 2010 r. ogłoszona została śmierć Edgara „Amduscii” z powodu jego problemów związanych z białaczką.

## Styl i oddziaływanie
Ich muzyka jest opisywana jak aggrotech, a także przytacza się im wpływy z takich gatunków muzycznych jak: rock gotycki, synth pop, dark wave, EBM, dark ethereal, do nowszych stylów jak: cyberpunk i future, pop.
Są porównywani z Hocico oraz Cenobita na ich wczesnych płytach, ale przez skupianie się na mroczniejszym stylu współczesnej muzyce trance, bliskość z nią doprowadziła ich do ich własnego i do gromadzenia się rosnącej populacji fanów w Meksyku i Europie, głównie w Niemczech, pojawiając się na imprezach jak Wave-Gotik-Treffen, M’era Luna oraz trasa koncertowa wraz z zespołem Combichrist.